# 扎赉河农场
大兴安岭农场管理局扎赉河农场是中国内蒙古自治区呼伦贝尔市鄂伦春自治旗下辖的一个类似乡级单位。

## 行政区划
大兴安岭农场管理局扎赉河农场共辖以下地区：
一队、二队、四队、五队、六队、七队、八队、九队、十队、扎兰河农场四队作业区、七队作业区、扎赉河农场部、三队。